# Фоцена звичайна
Фоцена звичайна, морська свиня, пихтун (Phocoena phocoena L.) — один з чотирьох існуючих видів морських свиней з роду фоцена родини Фоценові (Phocoenidae), представник ряду китоподібні. Раритетний вид, занесений до Червоної книги України та ряду інших природоохоронних документів. 
Є одним з найменших видів китоподібних. Зазвичай зустрічається поблизу прибережних районів або у гирлах річок, і тому є найвідомішою морською свинею. 
Ця морська свиня часто піднімається вгору по річках. 

## Таксономія
Три підвиди: атлантична морська свиня (номінативний підвид) Phocoena phocoena phocoena, чорноморська Phocoena phocoena relicta і тихоокеанська Phocoena phocoena vomerina. 

Вид виник у плейстоцені, ймовірно, у тихоокеанському регіоні і пізніше потрапив до Атлантики через полярні води. Найближчий родич - Phocoenoides dalli.

## Опис

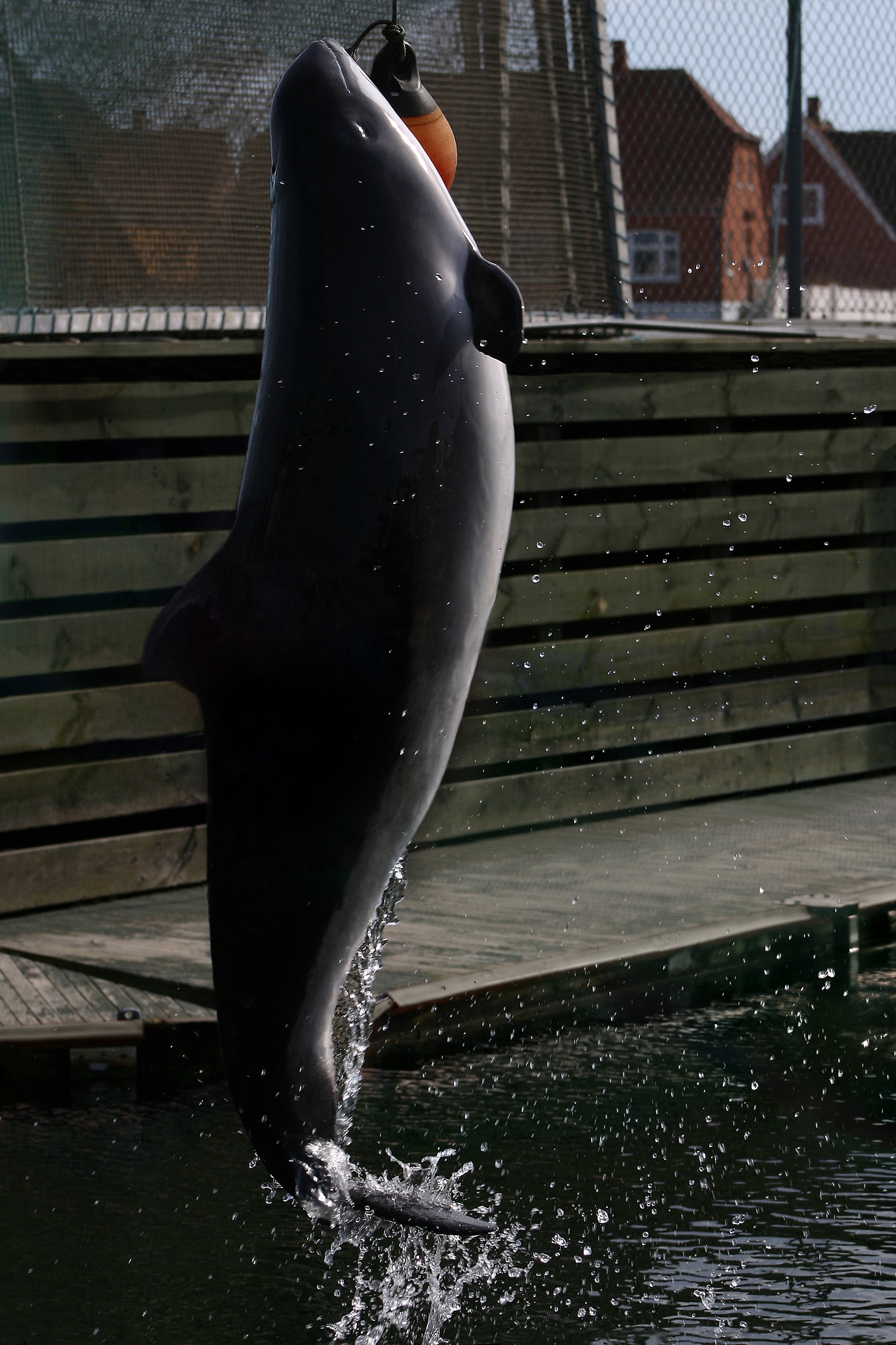
фоцена звичайна у стрибку

Морська свиня трохи менша за інших морських свиней, її довжина при народженні становить приблизно 67–85 см і вага 6,4–10 кг. 
Дорослі особини обох статей виростають до 1,4–1,9 м. Самиці важчі, з максимальною вагою близько 76 кг порівняно з 61 кг самців. 
Тіло міцне, і тварина має максимальний обхват прямо перед своїм трикутним спинним плавцем. 
Дзьоб слабо обмежений. 
Ласти, спинний плавець, хвостовий плавець і спина темно-сірі. 
Боки злегка крапчасті, світло-сірі. 
Нижня сторона набагато біліша, хоча зазвичай уздовж горла з нижньої сторони тіла є сірі смуги.
Було підтверджено багато особин аномально білого кольору, в основному у Північній Атлантиці, але також, зокрема, біля турецьких та британських узбереж, а також у Ваттовому морі, затоці Фанді та біля узбережжя Корнуолла 
Хоча сіамських близнюків рідко можна побачити у диких ссавців, перший відомий випадок двоголової морської свині був задокументований у травні 2017 року, коли голландські рибалки у Північному морі випадково зловили їх.
 
Дослідження, опубліковане онлайн-журналом Музею природознавства в Роттердамі, вказує на те, що сіамські близнюки у китів і дельфінів зустрічаються надзвичайно рідко.

## Поширення
Широко поширений у прохолодних прибережних водах Північної Атлантики, Північної Тихого океану та Чорного моря.

В Атлантиці морські свині розповсюджені від узбережжя Західної Африки до берегів Португалії, Іспанії, Франції, Великої Британії, Ірландії, Скандинавії, Ісландії, Гренландії, Нової Шотландії, Ньюфаундленду, Східне узбережжя Сполучених Штатів.

Популяція в Балтійському морі взимку обмежена через замерзання моря і найбільш поширена у південно-західних частинах моря. 
У Тихому океані є ще одна група, яка поширена в акваторіях Японського моря, Владивостоку, Берингової протоки, Аляски, Британської Колумбії та Каліфорнії.
В Азово-Чорноморському басейні і прилеглих водах Егейського моря є ізольований фрагмент ареалу: у Середземному морі відсутня.

## Екологія
Тримаються поодинці або малими групами, під час сезонної міграції формують великі скупчення. Живляться донними (бички, мерланг) і пелагічними (хамса, атерина, шпрот) рибами. В Україні трапляються в водах Азовського і Чорного морів -підвид азовка (Phocoena phocoena relicta). Азовська популяція щорічно на зиму мігрує до Чорного моря.

## Охорона
На більшій частині ареалу стан природних популяцій виду залишається більш-менш стабільним. Саме тому він, згідно Червоного списку МСОП, отримав охоронну категорію «відносно благополучний вид». Але в окремих регіонах спостерігається тенденція до зниження чисельності популяції виду. Тому фоцена звичайна занесена до Європейського Червоного списку (охоронна категорія: вразливий вид),  Червоної книги Чорного моря (охоронна категорія: брак даних щодо виду), Боннської конвенції (Додаток ІІ. Види, стан яких є несприятливим), Вашингтонської конвенції (Додаток ІІ. Види, що можуть опинитися під загрозою зникнення), Резолюції 6 Бернської конвенції, для яких Україна створює Смарагдову мережу, Додатку ІІ цієї ж конвенції (охоронна категорія: види фауни, що підлягають особливій охороні), а також до Директиви Європейського Союзу 92/43/ЄС «Про збереження природних оселищ та видів природної фауни і флори» (Додаток II. Види рослин і тварин, що становлять особливий інтерес для Європейського Союзу, збереження яких потребує створення територій особливої охорони. Додаток IV. Види рослин і тварин, що становлять особливий інтерес для Європейського Союзу, які потребують суворих заходів охорони). Крім того, фоцена звичайна занесена до Червоної книги України (охоронна категорія: вразливий вид).

## Див. також

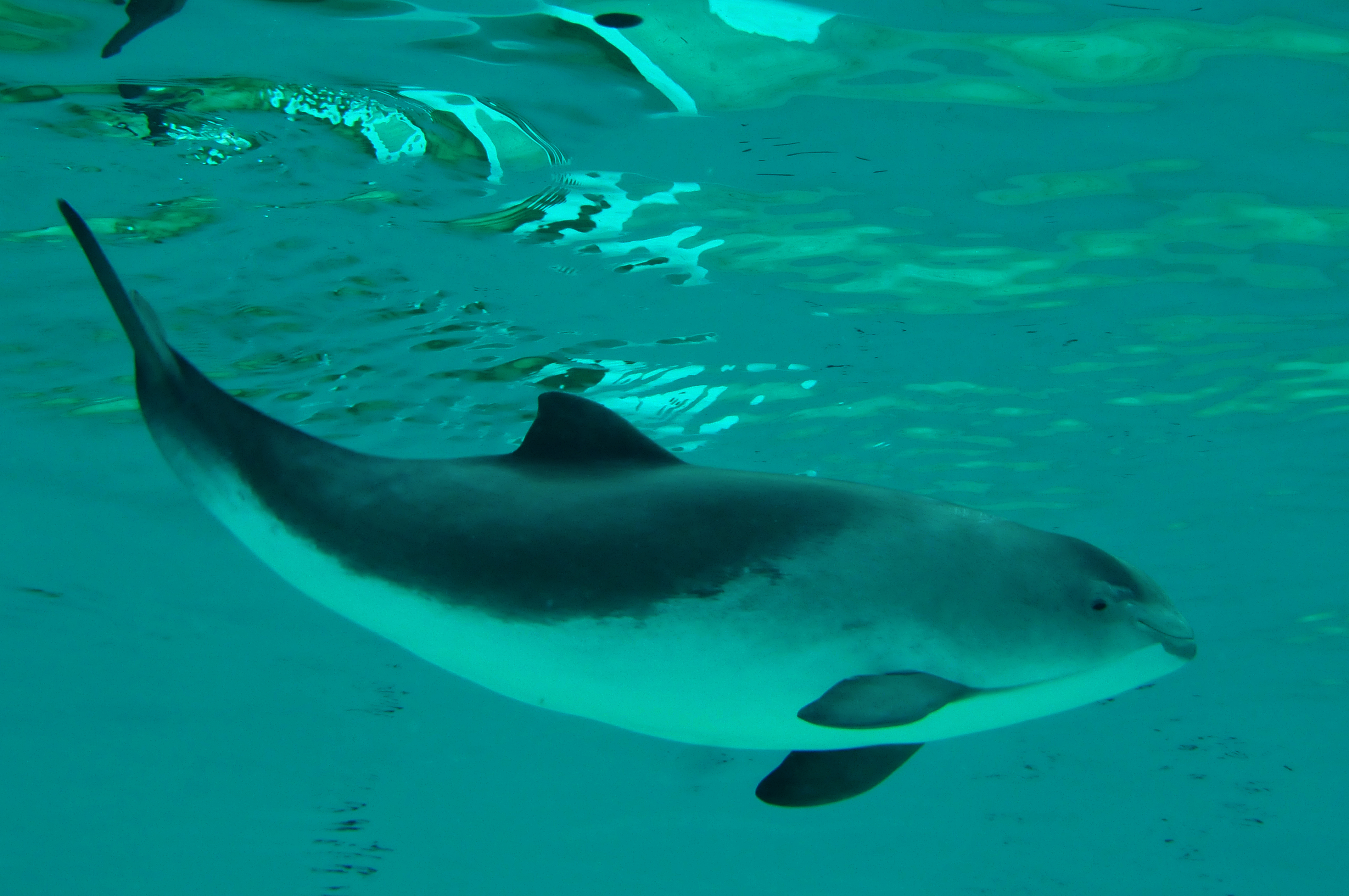
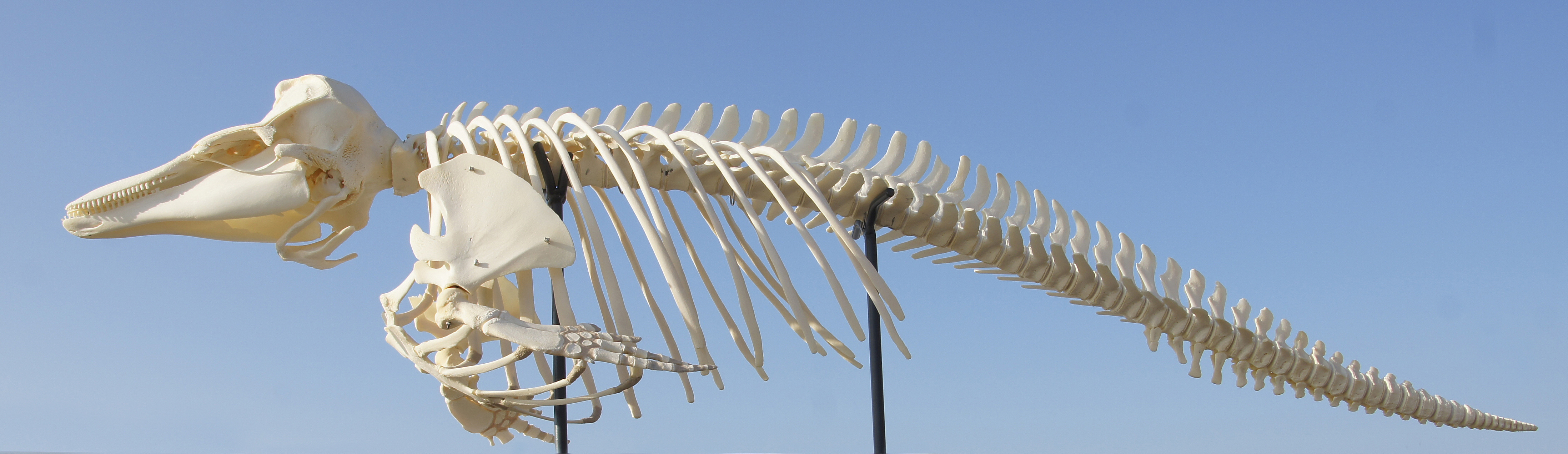
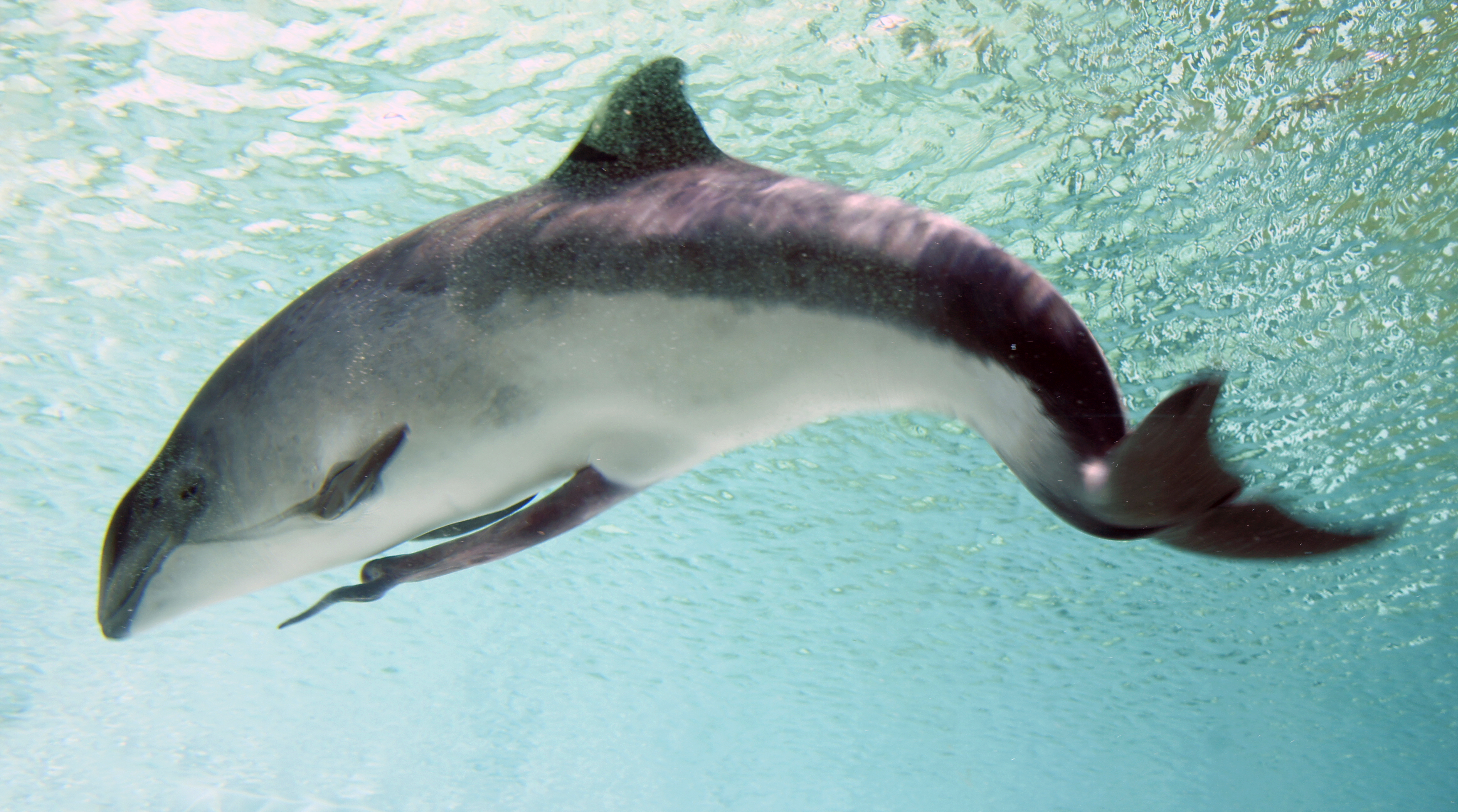